# Lancia Flaminia
Lancia Flaminia – włoski samochód osobowy luksusowy produkowany w latach 1957–1970. Jako sztandarowy model firmy Lancia zastąpił model Aurelia.
Flaminia była oferowana w trzech podstawowych wersjach nadwozia: sedan, coupé i cabrio. Dodatkowo powstawały modele przedłużone, których używano jako limuzyn dla oficjeli.
Po zakończeniu produkcji w 1970 roku model ten został zastąpiony w 1976 roku Lancią Gamma.
W ciągu trzynastu lat produkcji powstało 12 633 sztuk różnych wersji nadwoziowych Lanci Flamina. Obecnie jest to rzadki samochód kolekcjonerski.

## Nazwa
Zgodnie z ówczesną tradycją firmy nadawania modelom samochodów nazw rzymskich dróg Flaminia  otrzymała nazwę od Via Flaminia prowadzącej z Rzymu do Ariminum (obecne Rimini).

## Historia modelu
Konstrukcja nadwozia Flaminii została oparta w dużej mierze na poprzedzającym ją modelu – Aurelii. Dokonano w niej jednak znaczących zmian. Wprowadzono niezależne przednie zawieszenie z dwoma wahaczami, sprężynami śrubowymi i poprzecznym stabilizatorem oraz z amortyzatorami teleskopowymi. Pozostawiono stosowane w Aurelii tylne zawieszenie wraz z układem napędowym typu transaxle oraz początkowo hamulce bębnowe (zastąpione stosunkowo szybko hamulcami tarczowymi).
Pierwsze egzemplarze nadwozi wykonane przez Pininfarinę bazowały na samochodzie koncepcyjnym Florida opracowanym na podstawie modelu Aurelia. Dwa egzemplarze (Florida I i Florida II) zostały kolejno zaprezentowane na targach motoryzacyjnych w Turynie w 1956 roku oraz w Genewie rok później.
Wersja produkcyjna oparta na modelu koncepcyjnym Florida II została zaprezentowana w 1957 roku.
W ofercie firmy Lancia znajdowała się wersja sedan (Berlina) w latach 1957-1970. Od 1958 do 1967 roku Pininfarina produkowała wersję Coupe, w 1962 pojawiają się wersje GT, GTL oraz kabriolet produkowany przez Carozzeria Touring. Wersje te oferowane były do roku 1965 (kabriolet rok dłużej). W latach 1964–1967 firma Zagato produkowała wersje Sport i Supersport. W roku 1960 powstały 4 egzemplarze specjalnej limuzyny (model 335).

## Silniki
Silnik Flaminii był rozwinięciem jednostki napędowej jaka pojawiła się w 1950 roku jako pierwszy na świecie seryjny silnik V6 w modelu Aurelia. W stosunku do poprzednich wersji posiadał zwiększoną średnicę cylindra, zmniejszony skok tłoka oraz zwiększoną pojemność skokową. Silnik był montowany wzdłużnie z przodu i napędzał koła tylne poprzez 4-biegową skrzynię biegów umieszczoną przy tylnej osi pojazdu (układ transaxle). W modelu Flaminia montowane były wersje silnika o pojemności 2,5 oraz 2,8l.
| Lata      | pojemność        | Zasilanie                   | Moc             | Uwagi                         |
| --------- | ---------------- | --------------------------- | --------------- | ----------------------------- |
| 1957–1961 | 2,5 l (2458 cm³) | jeden gaźnik                | 103 KM (76 kW)  |                               |
| 1957–1962 | 2,5 l (2458 cm³) | jeden gaźnik                | 121 KM (89 kW)  | Wersja dwudrzwiowa            |
| 1961–1963 | 2,5 l (2458 cm³) | jeden gaźnik                | 111 KM (82 kW)  | Zmieniony gaźnik              |
| 1957–1962 | 2,5 l (2458 cm³) | potrójny gaźnik             | 141 KM (104 kW) | Wersja policyjna              |
| 1962–1970 | 2,8 l (2775 cm³) | gaźnik z trzema gardzielami | 129 KM (95 kW)  | Sedan                         |
| 1962–1967 | 2,8 l (2775 cm³) | gaźnik z trzema gardzielami | 137 KM (101 kW) | Coupe                         |
| 1962–1967 | 2,8 l (2775 cm³) | gaźnik z trzema gardzielami | 152 KM (112 kW) | Sport, kabriolet, GT, and GTL |
| 1964–1967 | 2,8 l (2775 cm³) | potrójny gaźnik             | 154 KM (113 kW) | Super Sport                   |

## Wersje nadwoziowe

### Sedan

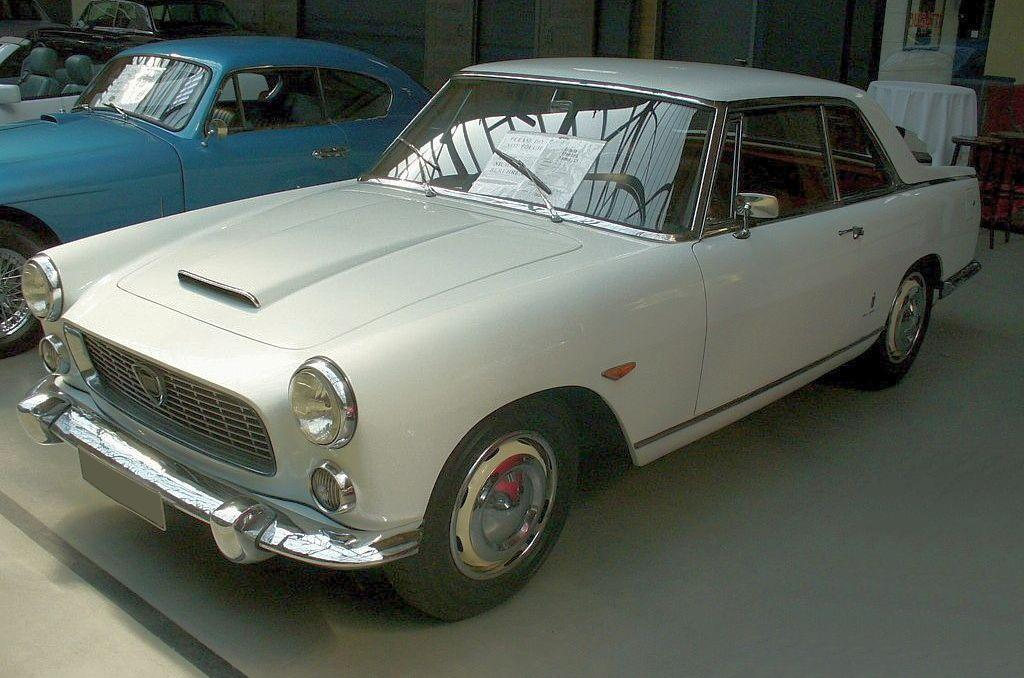
Lancia Flaminia Coupé

Nadwozie czterodrzwiowego sedana (Berlina) oparte zostało na modelu koncepcyjnym Pininfariny Florida I. Wersja ta jako jedyna powstawała przez cały okres produkcji modelu Flaminia. Zbudowano 3344 sztuki z silnikiem 2,5l (wersja 102 i 110 hp) oraz 599 sztuk z silnikiem o pojemności 2,8l (128 hp). Tylko ta wersja nadwoziowa montowana była przez samą Lancię w starej fabryce w Borgo San Paolo i był to ostatni model jaki w niej powstawał.

### Coupe
Coupe zaprojektowane przez Pininfarinę było przez tę firmę również produkowane. Oparte zostało na modelu koncepcyjnym Florida II. Jak wszystkie wersje 2-drzwiowe Coupe miało mniejszy rozstaw osi od wersji sedan. Przednia część karoserii nie różniła się zasadniczo od wersji 4-drzwiowej (zmieniony nieznacznie kształt świateł, położenie kierunkowskazów). Wersję tę produkowano do roku 1967 i powstało łącznie 5236 sztuk (4151 z silnikiem 2,5l oraz 1085 z silnikiem 2.8l).
W USA w 1960 roku Flaminia Coupe kosztowała 6355 dolarów, co było bardzo wysoką ceną.

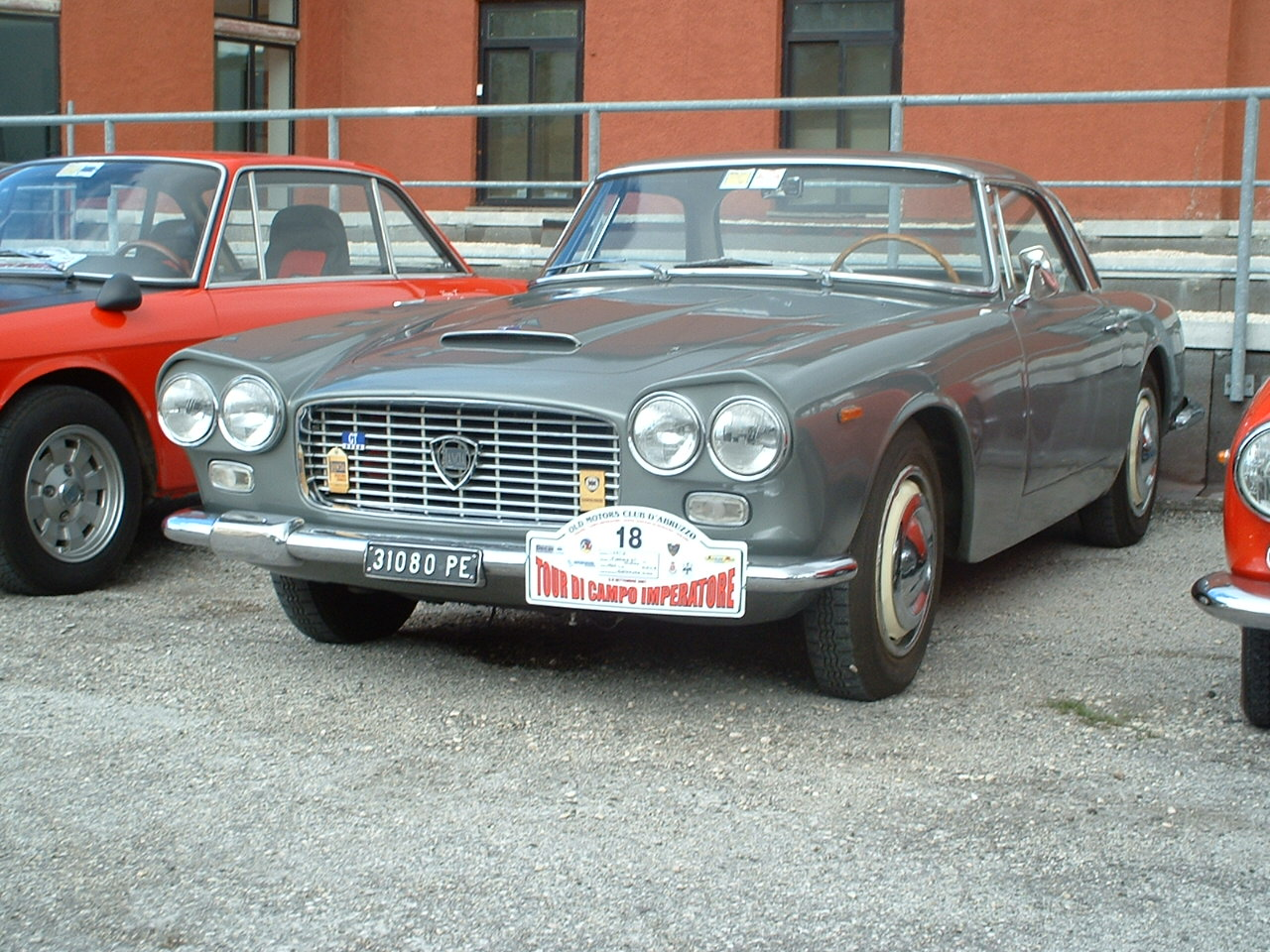
Lancia Flaminia GT

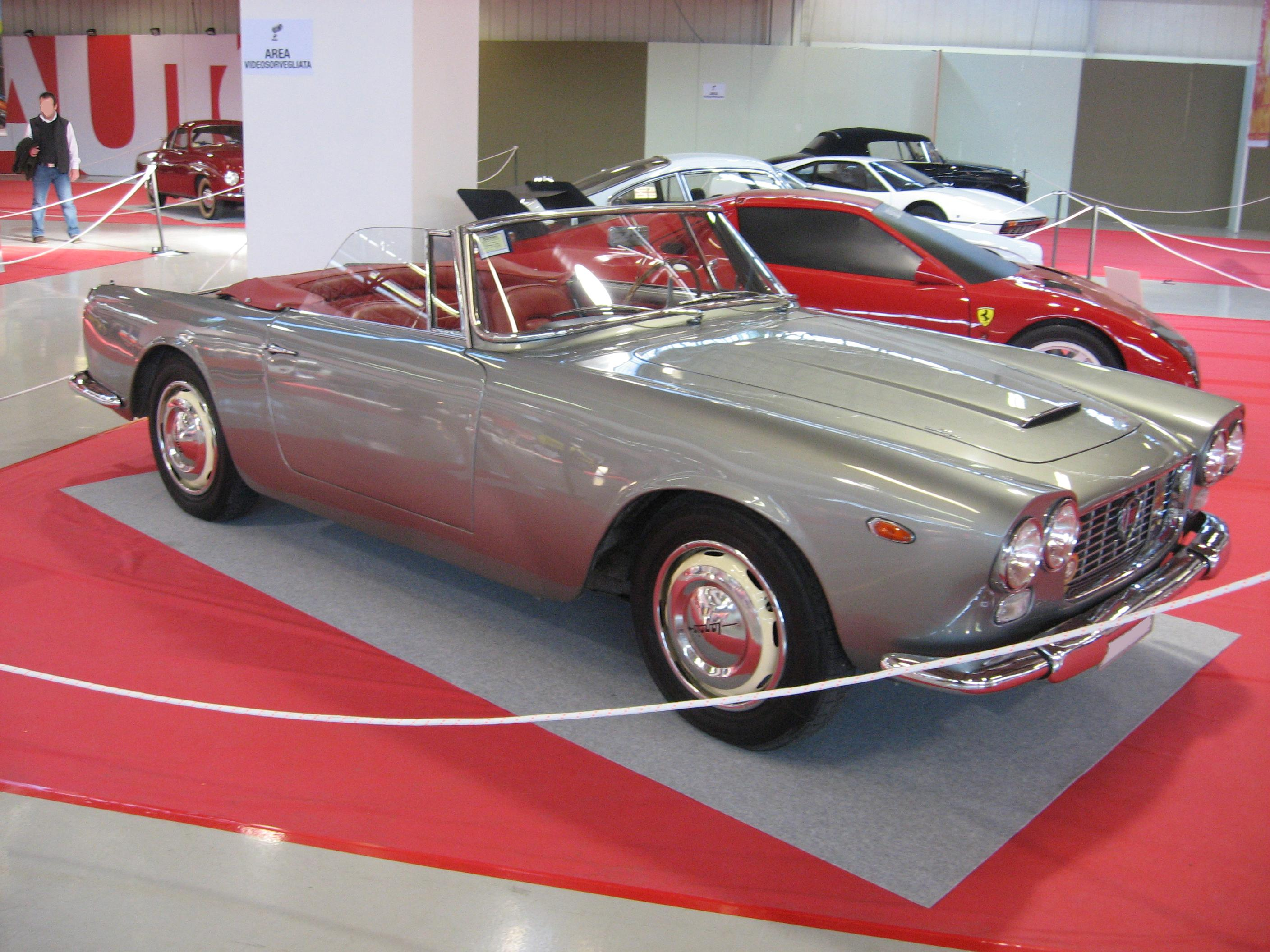
Lancia Flaminia GT Convertible

### GT, GTL oraz kabriolet
Aluminiowe, 2-drzwiowe i 2-miejscowe nadwozie zostało zaprojektowane przez firmę Carozzeria Touring. Charakterystyczna jest przednia część nadwozia z czterema lampami. Wersja GTL z miejscami dla czterech pasażerów była nieznacznie wydłużoną wersją GT. Do roku 1965 wyprodukowano 1718 sztuk modelu GT oraz 300 sztuk GTL (z silnikami 2,8l powstało tylko sztuk 168 GT i 3 sztuki GTL). Kabriolet produkowany był w latach 1962-64 i powstało 847 sztuk z czego 180 z silnikiem 2,8l.

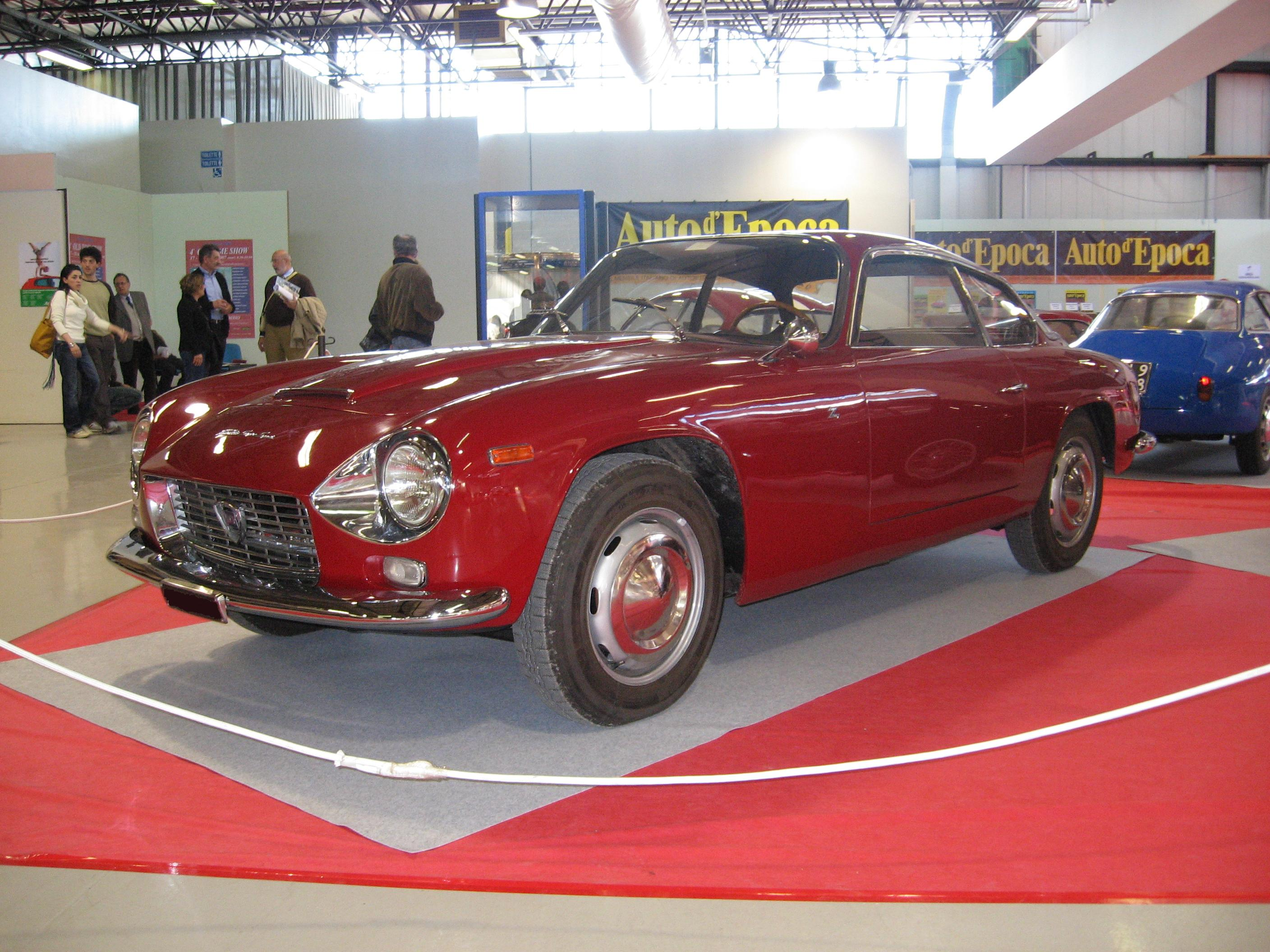
Lancia Flaminia Sport Zagato

### Sport i Supersport
Wersja Sport zbudowana została przez firmę Zagato jako 2-miejscowe coupe oparte na aluminiowym nadwoziu modelu GT. Supersport zastąpił poprzednią wersję w 1964 roku w momencie premiery silnika o pojemności 2,8l. Łącznie do roku powstało 593 sztuk modeli Sport i Supesport (99 egzemplarzy przedseryjnych, 344 Sport i 150 Supersport).

### 335 (Prezidenziale/Quirinale)
W 1960 roku z okazji wizyty we Włoszech królowej Elżbiety II firmie Pininfarina zlecono dostarczenie czterech przedłużonych limuzyn opartych na Lanci Flaminie do obsługi wizyty królowej oraz w celu odnowienia floty pojazdów prezydenckich. Samochody zbudowano w rekordowym czasie 6 miesięcy zgodnie ze szczegółową specyfikacją i przy współpracy General Motors (elementy wyposażenia elektrycznego). Limuzyny w kolorze granatowym miały siedem miejsc, częściowo sztywny a częściowo odsłaniany dach, czarną, skórzaną tapicerkę, opony Pirelli oraz radio firmy Voxon.

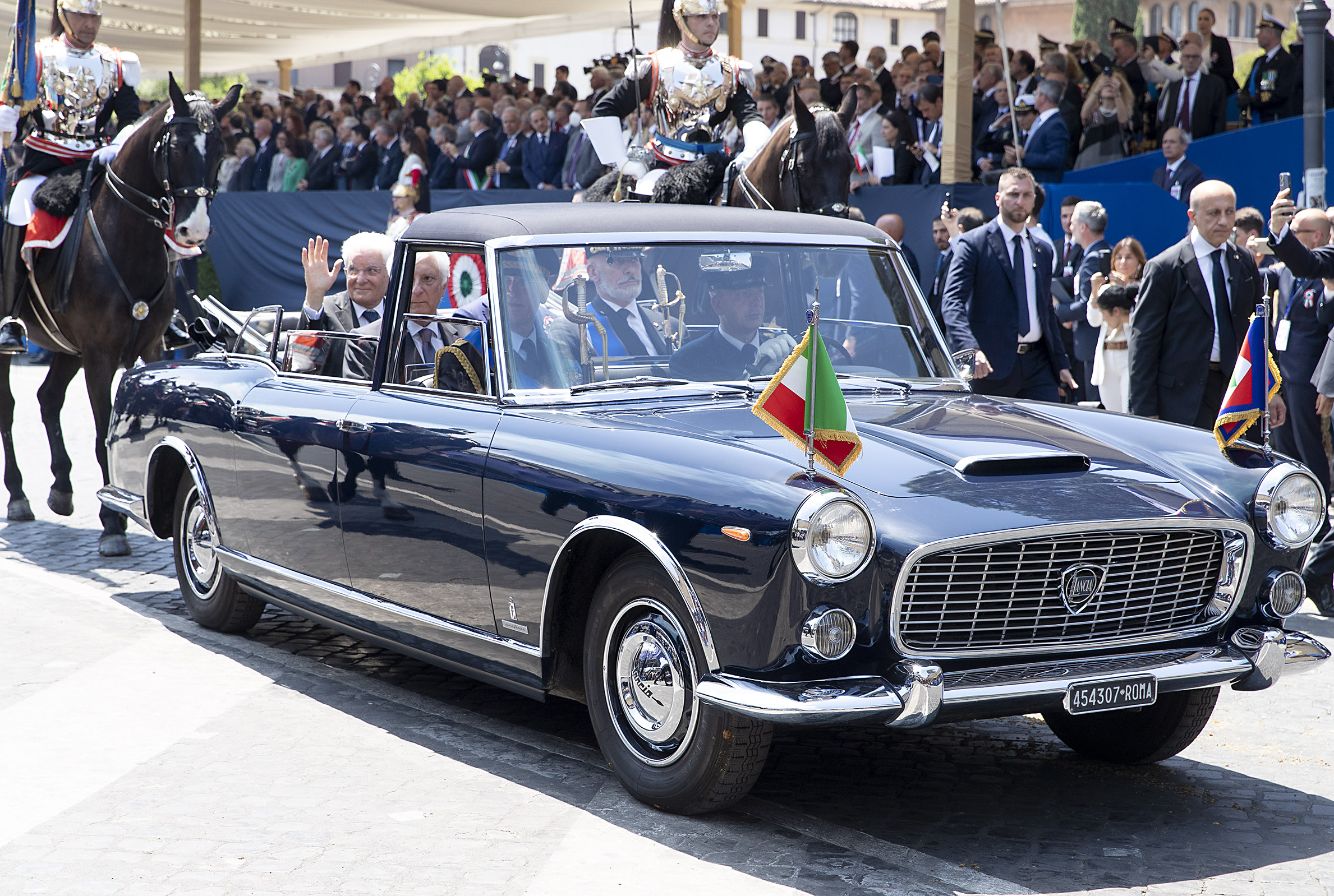
Lancia Flaminia Prezidenciale

Model nosił oficjalnie nazwę 335 (ze względu na powiększony do 3,35 m rozstaw osi) ale określany był także jako Presidenziale lub Quirinale w nawiązaniu do Kwirynału będącego siedzibą prezydentów Włoch. Poszczególnym egzemplarzom nadano indywidualne nazwy: Belsito, Belmonte, Belvedere i Belfiore. Jeden z egzemplarzy został podarowany przez prezydenta Ciampiego muzeum motoryzacji w Turynie, trzy pozostały w dyspozycji prezydenta.